# 劳动节

世界各地的国际劳动节、五朔節或劳动节的法定日期：
法定5月1日为勞動節
法定5月1日为公众假期
劳动节不在5月1日
完全没有劳动节

劳动节通常是年度与全球性的节日，目的是为了庆祝劳动阶级对社会和经济所做的贡献。世界上大多数国家或地区的劳动节是在5月1日，因此通常也称之为国际劳动节，是紀念美国發生的乾草市場屠殺。美国和加拿大的劳动节是在9月的第一个星期一。紐西蘭的劳动节是十月的第4个星期一。澳大利亚不同的地区对劳动节有不同的规定。而在日本，類似的節日在11月23日，稱為勤勞感謝之日。

## 5月1日

### 中國大陸

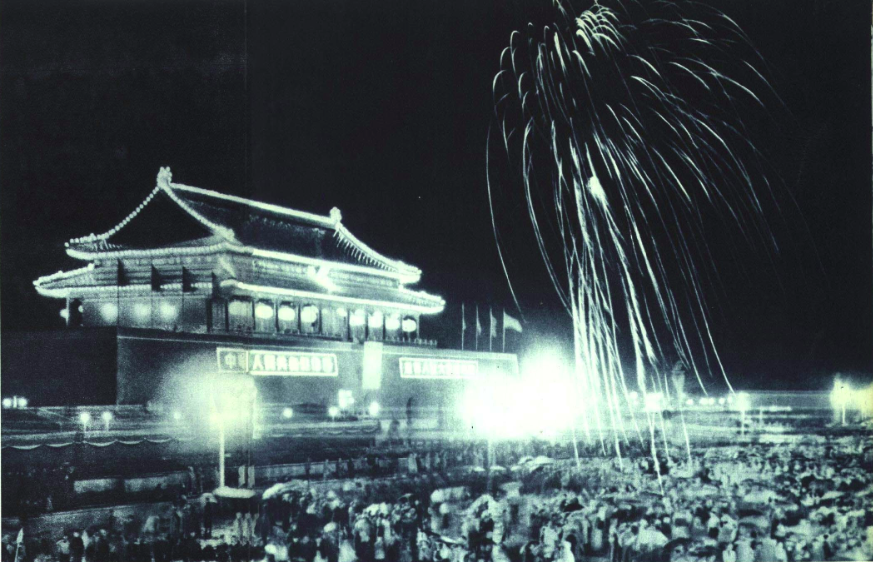
1952年北京五一劳动节大典

根据《全国年节及纪念日放假办法》，1999年9月18日第一次修订第二条规定，五一劳动节是全体公民放假的节日，放假3天，加上调休两个周末的假期，形成7天的“黄金周”（5月1日至5月7日）。2007年12月14日《国务院关于修改〈全国年节及纪念日放假办法〉的决定》第二次修订则将五一劳动节改为放假1天，加上周末调休共放假3天，自2008年1月1日起施行 。新劳动节3天假期，仍被部分人称为“小黄金周”。自2020年起，中华人民共和国国务院将劳动节的放假天数改为5天。

### 香港
1999年開始，勞動節被香港特區政府定為法定假期。由2011年起每隔兩年，香港政府通常會在當日起，提高法定最低工資金額。

### 澳門
1999年開始，每年5月1日常會有各社團與利益團體遊行，並向澳門特區政府示威或請願，人稱「澳門五一遊行」。自2020年開始，因澳門特別行政區政府以防疫為由禁止「五一遊行」。

### 法國
每年5月1日被政府定为劳动节，是法定公共假日，又被称为“铃兰节”。

### 瑞典
每年5月1日被政府定为劳动节，是公共假日。

### 馬來西亞
1972年，馬來西亞副首相依斯邁阿都拉曼宣布每年5月1日被政府定為勞動節，是公共假日。

### 臺灣
每年5月1日被定为勞動節，當日勞工放假。軍人、政府公務員、雇員、中小學以上教職員（非公營幼稚園、托嬰中心教職員屬於勞工）、醫師（醫療院所非依公務人員法制所僱用之住院醫師也屬勞工）、企業經理人（民法委任非僱傭關係）或公營機構職員等則不放假。
1. 《勞動基準法》第37條：「內政部所定應放假之紀念日、節日、勞動節及其他中央主管機關指定應放假之日，均應休假。」
《勞基法施行細則》第23條第2項：「本法第三十七條所稱勞動節日，是指五月一日勞動節。」
2. 不過，臺北市政府勞工局於2011年4月19日發布新聞稿做出解釋：「如勞資雙方工作時間之約定優於勞動基準法規定者，且『五月一日勞動節』已調移至其他休息日，則無補假之問題。」導致部分企業引用此解釋，做為勞動節遇周末例假日不另行補假的依據，曾形成銀行放假、但同時有經營金融業務的中華郵政照常上班（目前除快捷郵件照常投遞及台北故宮郵局有營業外為停止營業）之「一國兩制」現象[9]。
3. 國小、國中、高中、大學教師於教師節當天無休假，勞動節當天又仍須上班。但幼兒園教師於勞動節休假，於是中小學、大學教師就讀幼兒園的子女產生托育的需求。
4. 全國教師工會總聯合會於2019年召開記者會[10]，向政府要求修改「紀念日及節日實施辦法 [11]」，將5月1日勞動節改為全國性的國定假日，不分職業皆放假一天，工會認為這不僅是對所有勞動者的尊重，也是和世界同步的具體做法。

## 九月第一周星期一

### 加拿大
每年九月份的第一個星期一為勞動節，而每年學校的開學日通常是勞動節的第二天。

### 美国

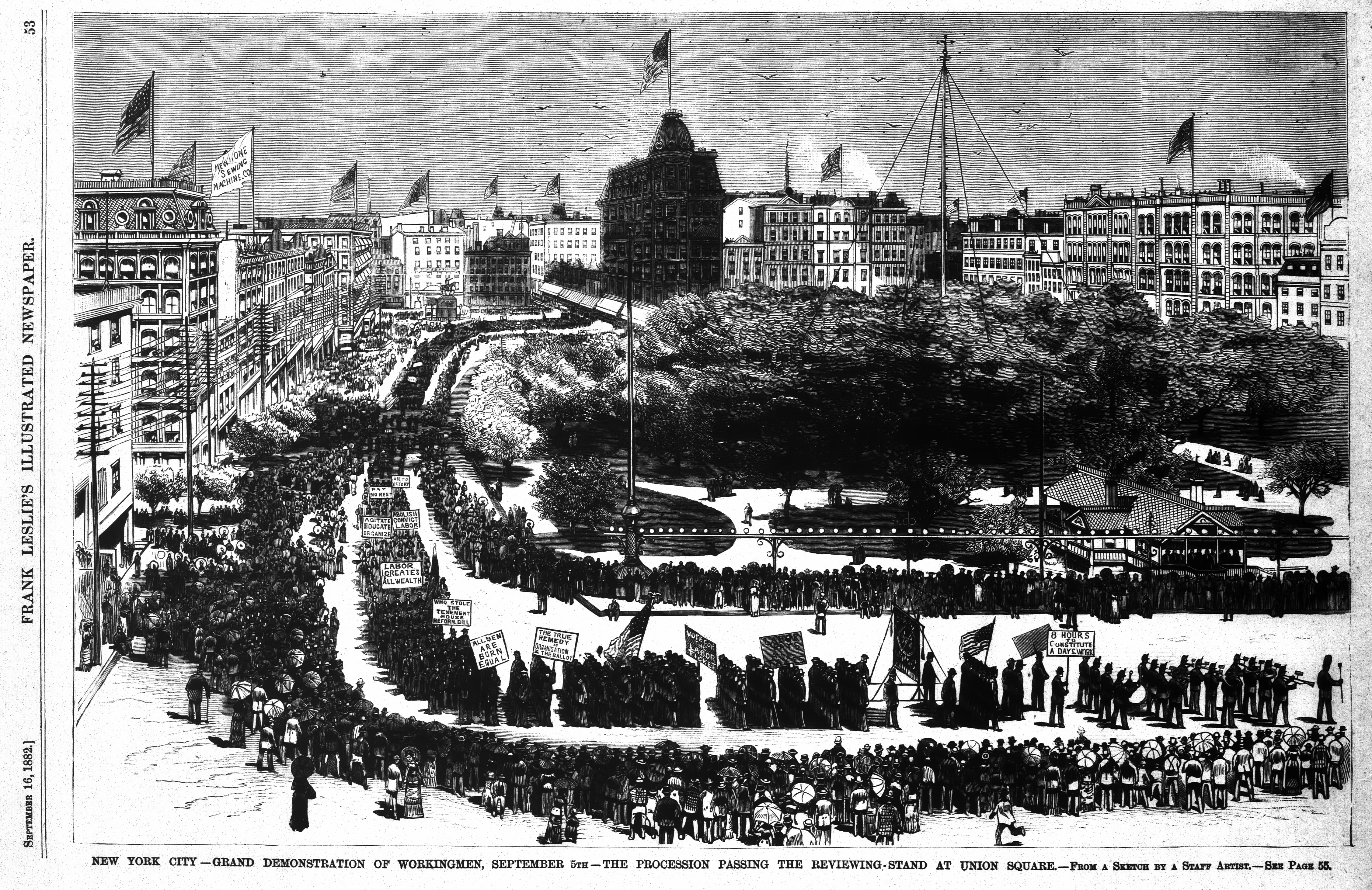
1882年美國紐約市的第一場勞動節遊行

每年九月份的第一个星期一為勞動節，而每年學校的開學日通常是勞動節的第二天。每到美国的劳动节，人们一般都会去游行。在一些地方，人们还要吃喝、唱歌、跳舞，夜里还会放煙火。

## 十月第四個星期一

### 新西兰
新西兰劳动节“Labour Day”在每年10月的第四个星期一，这一天是新西兰的全国范围内的公众假期，普通的新西兰上班一族将会得到一个长周末，也就是从周六一直休息到劳工节周一，一共三天的时间；每年新西兰劳工节到来的时候，新西兰已经进入春天，所以人们往往选择这个长周末举家出游，享受春天。
十九世纪，新西兰的工人们展开了争取每天8小时工作制的运动；同时，新西兰的工人们是世界上最早争取每天八小时权利的人们之一。
在1840年，一个名叫Samuel Parnell的木匠拒绝每天工作超过8小时。他回答他的老板说：“我会很好的工作但前提条件是每天工作时间不得超过8小时。我们拥有每天24小时，应当8小时用来工作，8小时用来睡觉，其余的8小时人们用来娱乐或者做他们想为自己做的事情”。
他鼓励其它的工人们也每天只工作8小时，并且工人们在1840年10月开会正式决定支持这个想法。
1890年10月28号人们游行庆祝每天8小时工作制50周年，随后每年10月末都会庆祝集会。
1899年新西兰政府将这个集会日子合法为一个公众假日，自1900年开始每年的10月第四个星期一就是人们的假日了。

## 其他

### 澳大利亚
庆祝澳大利亚劳工运动，特别是争取一日工作八小时的运动。劳动节的公共假日由各州和领地政府所确定，因此差别很大。在澳大利亚首都领地、新南威尔士州和南澳大利亚州劳动节是十月的第一个星期一。在维多利亚州和塔斯马尼亚州，是三月的第二个星期一（尽管后者称之为八小时节）。在西澳大利亚州，劳动节是三月的第一个星期一。在北领地和昆士兰州，它被称为五一节，发生在五月的第一个星期一，在圣诞岛，劳动节是三月的第四个星期一。1856年4月21日为争取一天工作八小时的劳工运动发生在澳大利亚的墨尔本。当天石匠和建筑工人在墨尔本的建筑工地停工，游行队伍从墨尔本大学走到议会大厦，呼吁实现八小时工作日。他们的直接请愿行动取得了成功，被认为是世界上第一个有组织的为实现八小时工作制的工人运动，而没有造成任何工资上的损失。